# Großsteingrab Dalchau
Das Großsteingrab Dalchau war eine mögliche megalithische jungsteinzeitliche Grabanlage bei Dalchau, einem Ortsteil von Möckern im Landkreis Jerichower Land, Sachsen-Anhalt. Es wurde wohl spätestens im 19. Jahrhundert zerstört. Eine Beschreibung der Anlage liegt nicht vor, ihre mögliche Existenz ist nur durch die Bezeichnung „Steinberge“ auf einem historischen Messtischblatt belegt.
Aus Dalchau sind außerdem zwei zerstörte Grabhügel (der Creutzberg und der Dörrberg) und ein zerstörter Menhir bekannt.